# Rossijskie železnye dorogi
OAO Rossijskie železnye dorogi (in russo Российские железные дороги?, letteralmente "strade ferrate della Russia"), nota anche con l'acronimo RŽD, è un'azienda statale russa che opera in regime di monopolio le ferrovie statali in Russia sia come gestore dell'infrastruttura che come impesa ferroviaria.
La società fu istituita nel 2003 attraverso la riforma del Ministero delle ferrovie della Federazione Russa, istituito nel 1992 dopo la dissoluzione dell'Unione Sovietica. È una delle tre più grandi aziende di trasporto ferroviario al mondo, con oltre 835.000 dipendenti e circa 85.000 chilometri di binari.
La compagnia contribuisce con il 3,6% all'intero prodotto interno lordo della Russia, e trasporta l'80% dei passeggeri e l'82% delle merci. Sulla rete ferroviaria russa viaggiano quasi 1.300.000.000 passeggeri l'anno, ed altrettante tonnellate di merci. La società possiede 20.000 locomotive, 25.000 vagoni passeggeri e 650.000 vagoni merci, sebbene solamente 40.000 circa siano attualmente operativi. Esistono altri 270.000 vagoni merci in Russia posseduti da privati. 

## Storia
Nel 1830 gli inventori russi Cherepanov (padre e figlio) hanno costruito la prima locomotiva a vapore russa. In Russia la prima linea ferroviaria fu realizzata nel 1837, collegando l'allora capitale San Pietroburgo con Carskoe Selo, una residenza estiva dello zar. Nel 1842 è stata creata l'Unità Operativa delle Ferrovie come parte del Ministero delle comunicazioni della Russia. Nel 1842-1851 è stata costruita la linea che collegò Mosca con San Pietroburgo.
Il 15 giugno 1865 un decreto dello Zar Alessandro II di Russia stabilì il Ministero delle vie di comunicazioni sulla base dell'Unità Operativa delle Ferrovie. Negli anni '60-'70 del XIX secolo il ministro russo Pavel Petrovič Mel'nikov ha svolto il ruolo chiave nell'espansione della rete ferroviaria nella parte europea della Russia. Nel periodo successivo tra 1891 e 1916 entrò in servizio la ferrovia Transiberiana che collegò la parte europea della Russia con la Siberia, l'Estremo Oriente della Russia, la Mongolia, la Cina e con i porti sul Mar del Giappone.

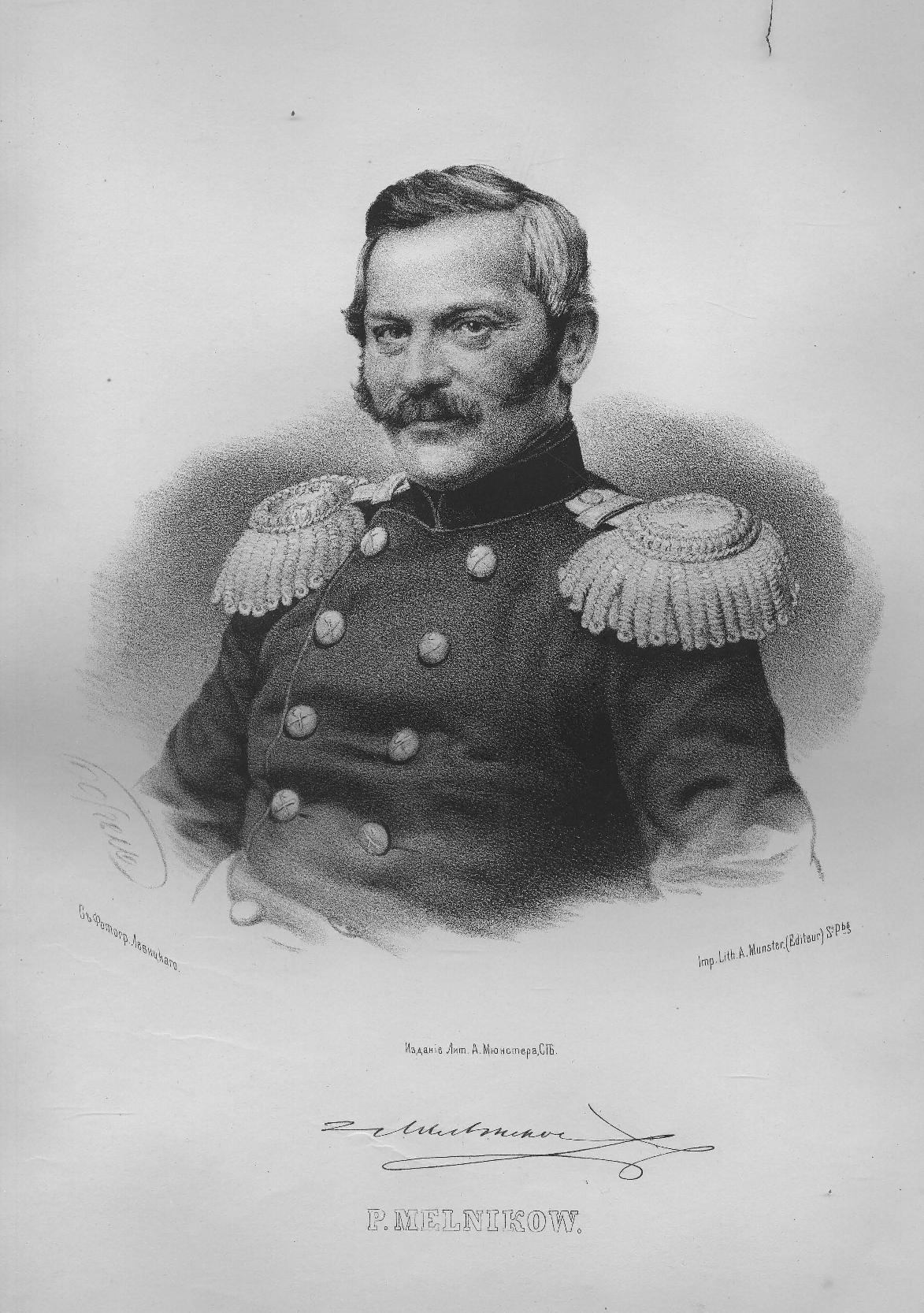
Pavel Petrovič Mel'nikov (1865).

## Scartamento
Per motivi probabilmente strategici e militari la Russia non ha adottato lo scartamento standard di 1435 mm, in uso in gran parte (56%) del mondo, ma ha considerato invece uno scartamento detto scartamento largo di 1520 mm, detto anche scartamento russo; tale scartamento esteso in altri nazioni dall'espansione dell'Impero russo, e dalle realizzazioni della Unione Sovietica, è applicato attualmente anche in Ucraina, Bielorussia, Mongolia, Finlandia ed altre nazioni dell'ex blocco sovietico. Lo scartamento largo russo è attualmente il secondo scartamento in uso al mondo (18%).
Esiste all'interno del sistema di scartamento una confluenza di scartamenti analoghi ma leggermente diversi, verso la misura indicata di 1520 mm, dato che in passato esistevano misure con lievi differenze, che non compromettevano, a basse prestazioni, l'intercambiabilità e percorribilità con mezzi diversi; si cita ad esempio lo scartamento finlandese di 1524 mm confluito ora nel canonico 1520 mm.
Dati i molteplici punti di connessione tra le reti a scartamento standard con quelle a scartamento largo (tipicamente nei punti di connessione con i paesi dell'Europa centrale e con la Cina) si adottano vari sistemi per evitare il trasbordo di persone e materiali, permettendo la prosecuzione degli stessi carri su scartamento diverso. Esistono sistemi di diversa tecnologia, dal cambio dei carrelli all'uso di carri speciali a ruote traslabili sugli assali.

## Mappa della rete ferroviaria russa

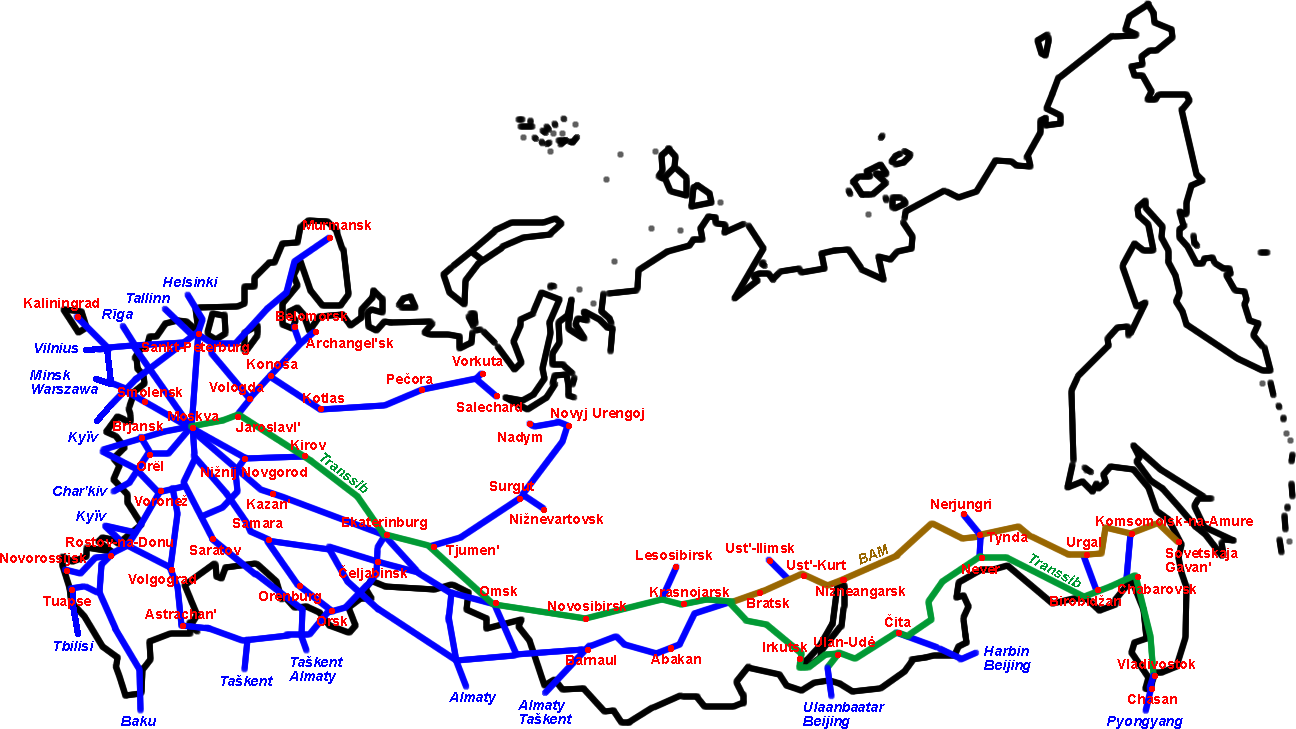
Le linee principali delle Ferrovie Russe

## Galleria d'immagini

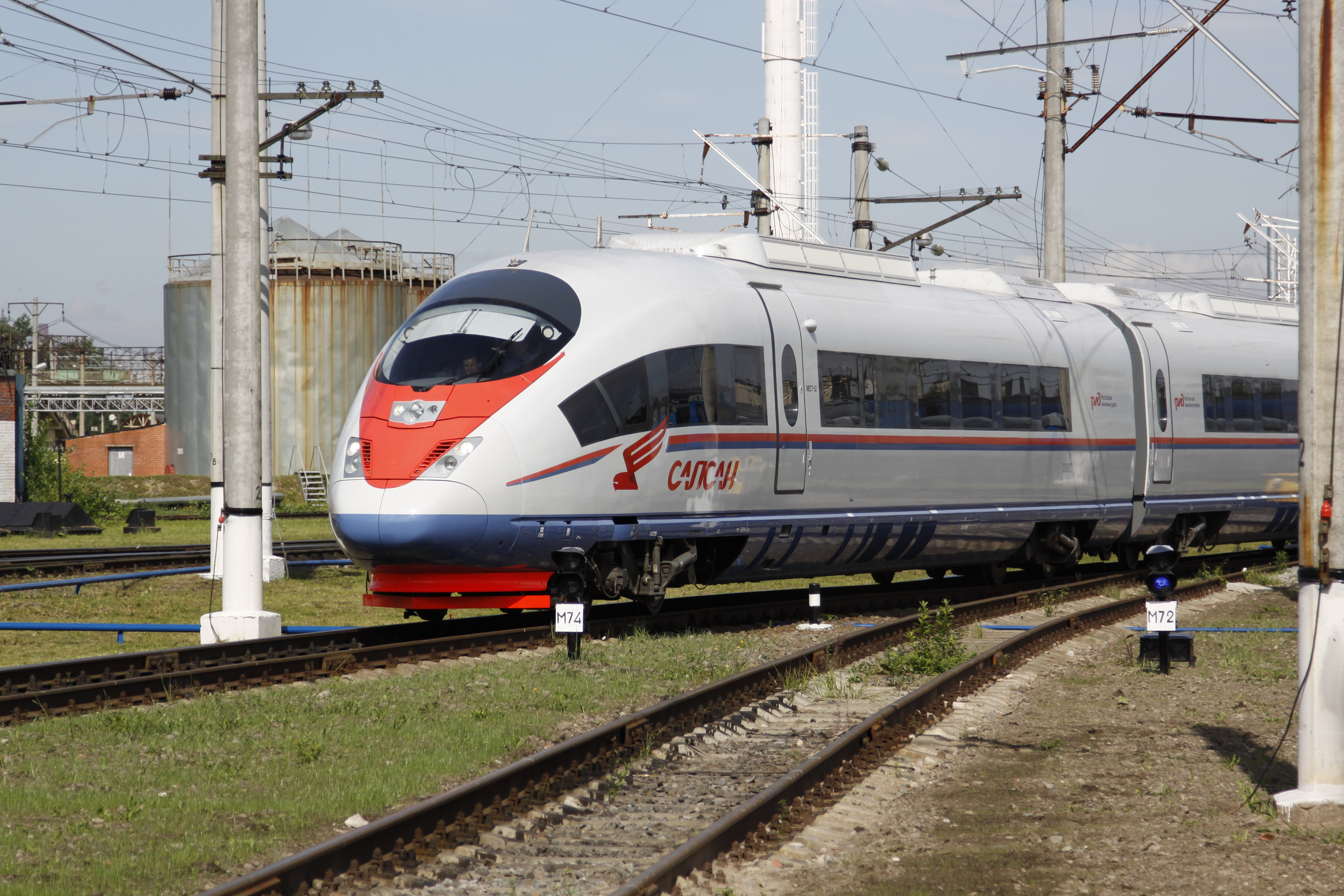
Treno AV "Sapsan" o "Velaro RUS" della tedesca Siemens AG sulla linea Mosca-San Pietroburgo.
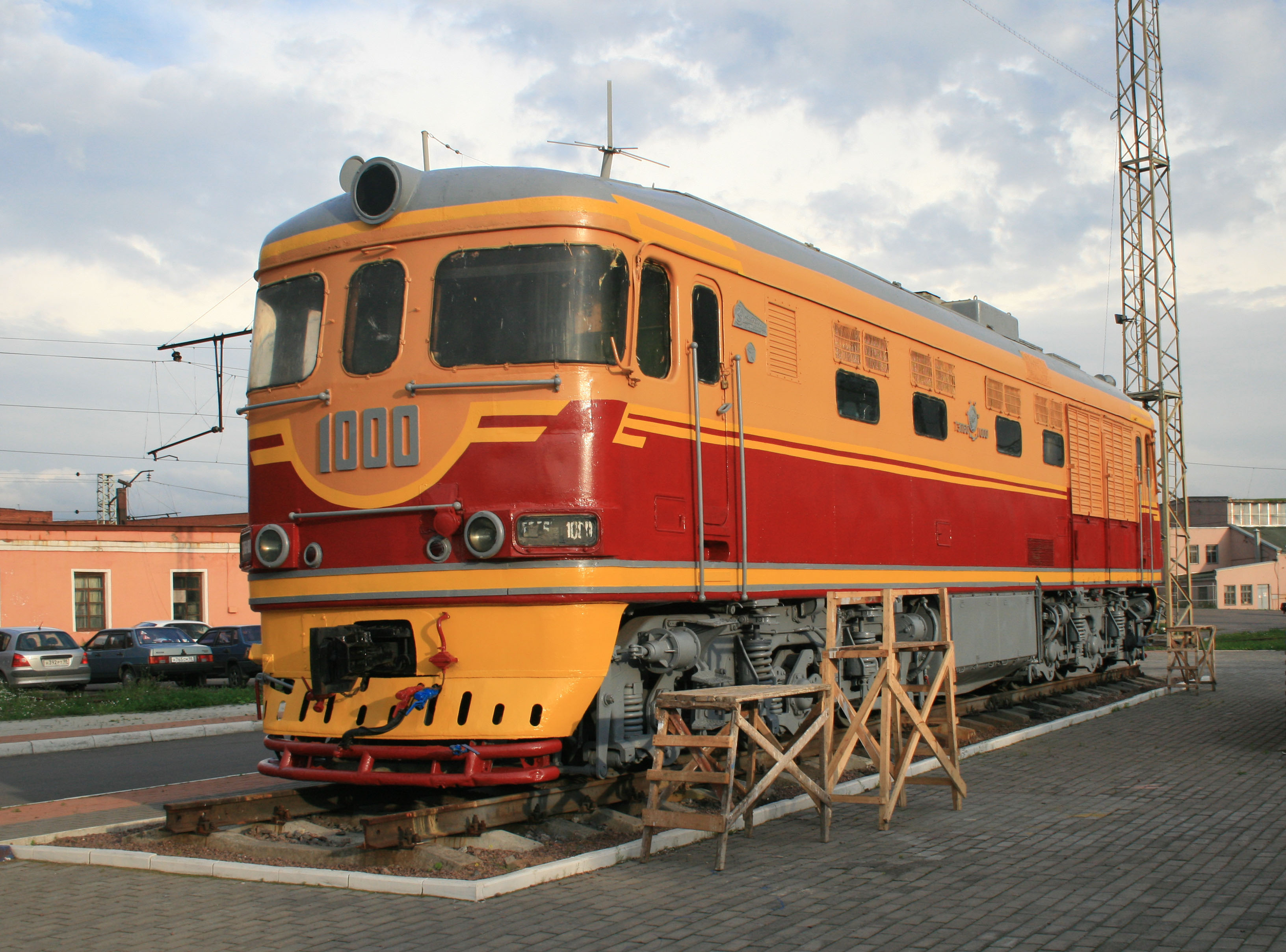
Locomotiva Diesel gruppo TEP60 delle ferrovie russe.
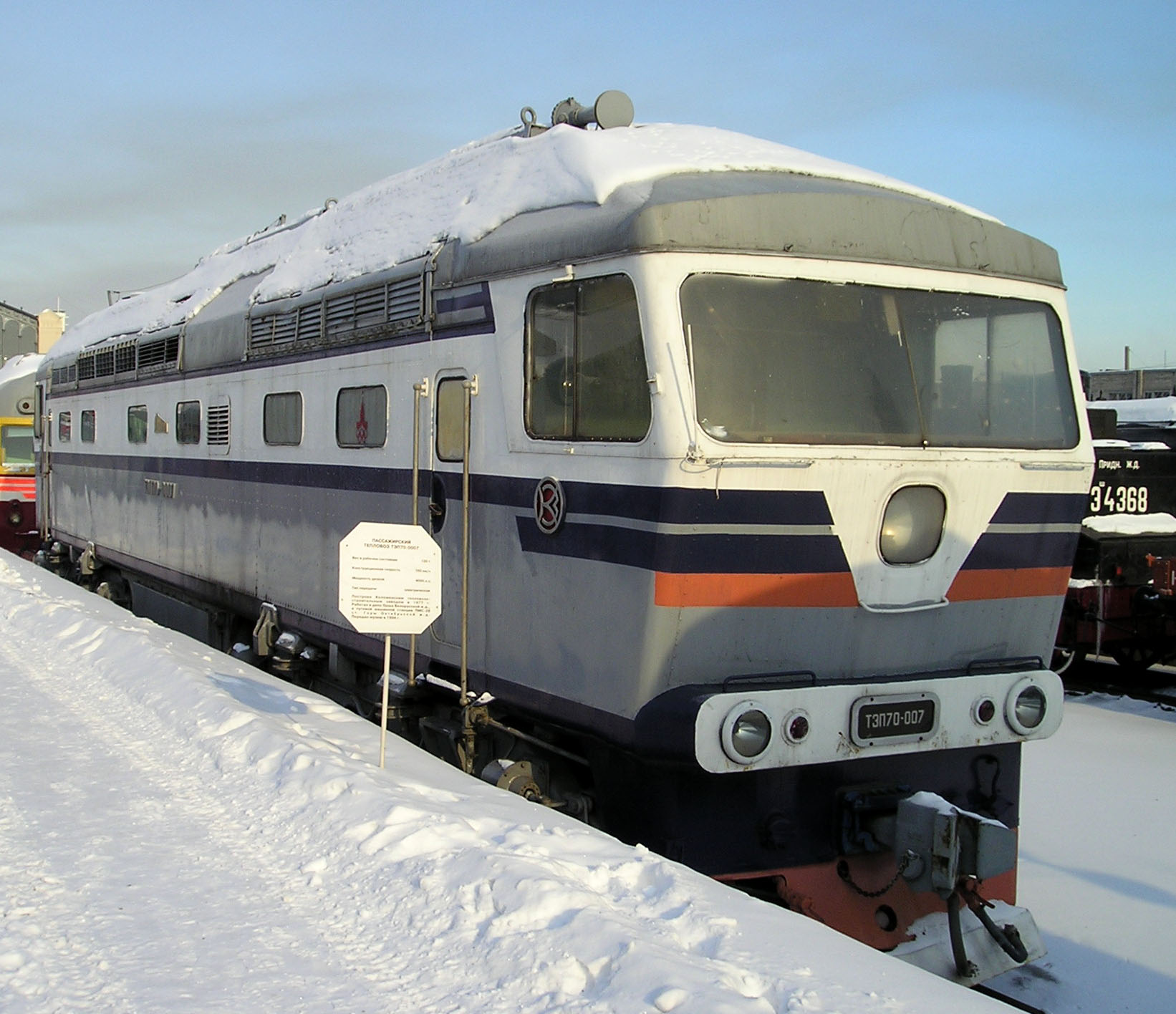
Locomotiva Diesel gruppo TEP70.
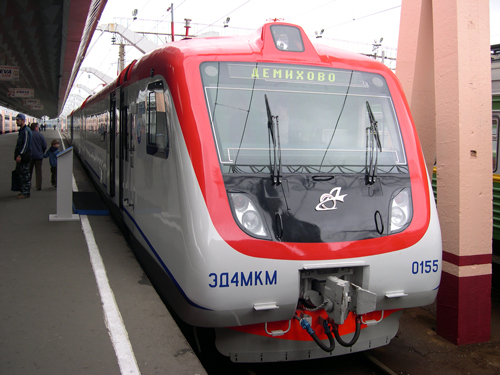
Un Treno Regionale delle Ferrovie russe.
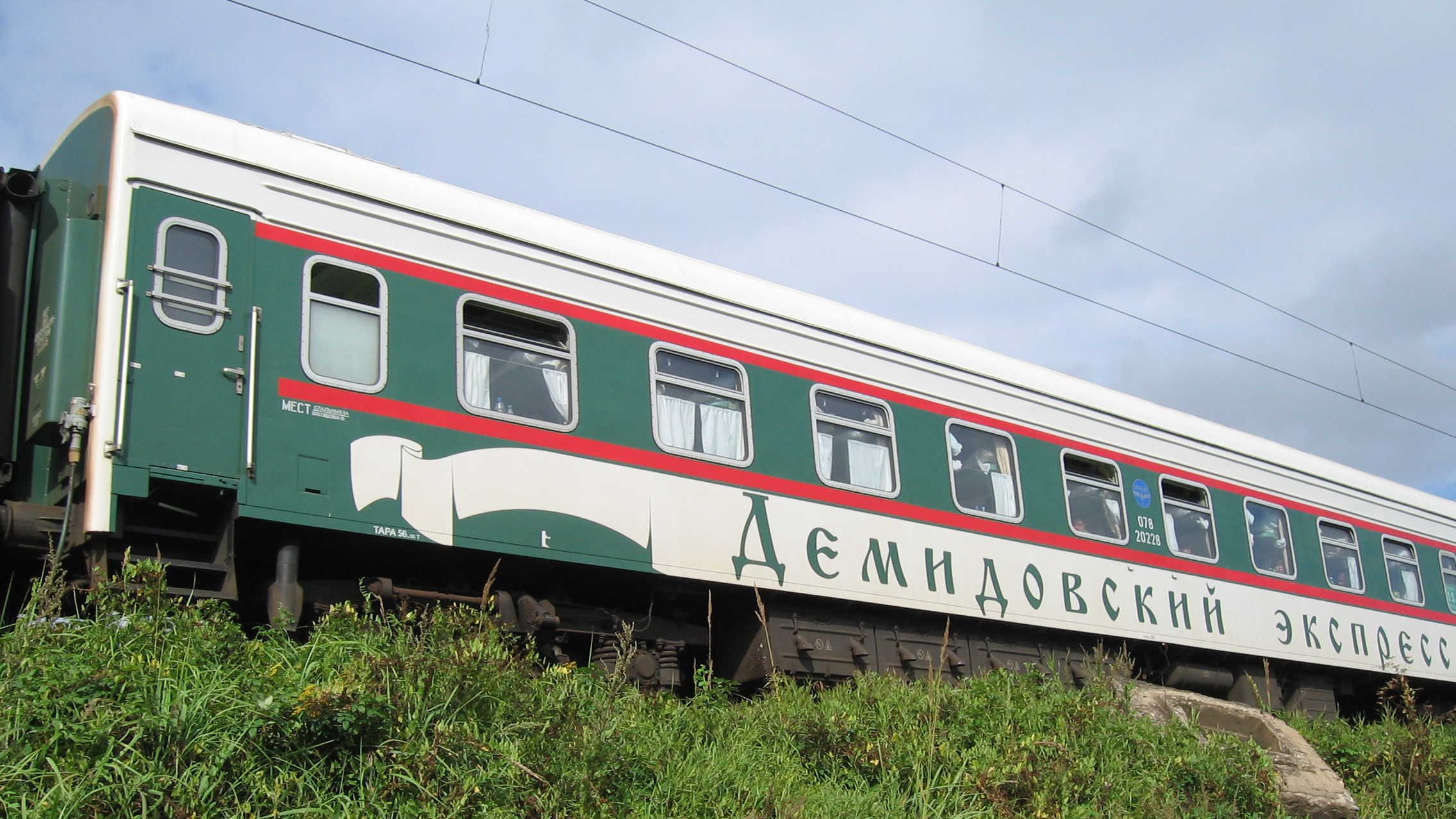
Il treno delle Ferrovie russe Ekaterinburg-San Pietroburgo Demidovskij Express.
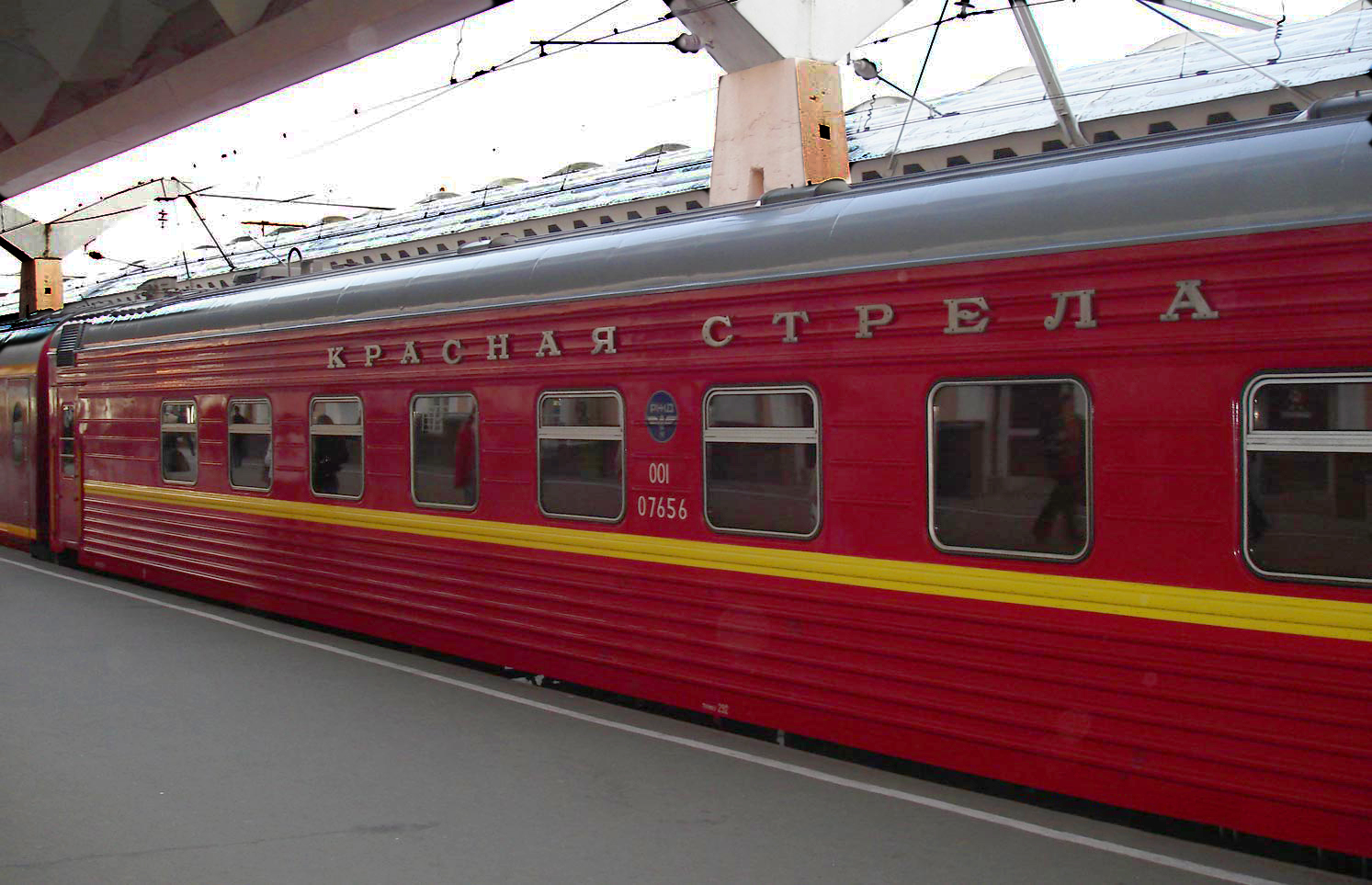
Il treno delle Ferrovie russe Mosca-San Pietroburgo Freccia Rossa.
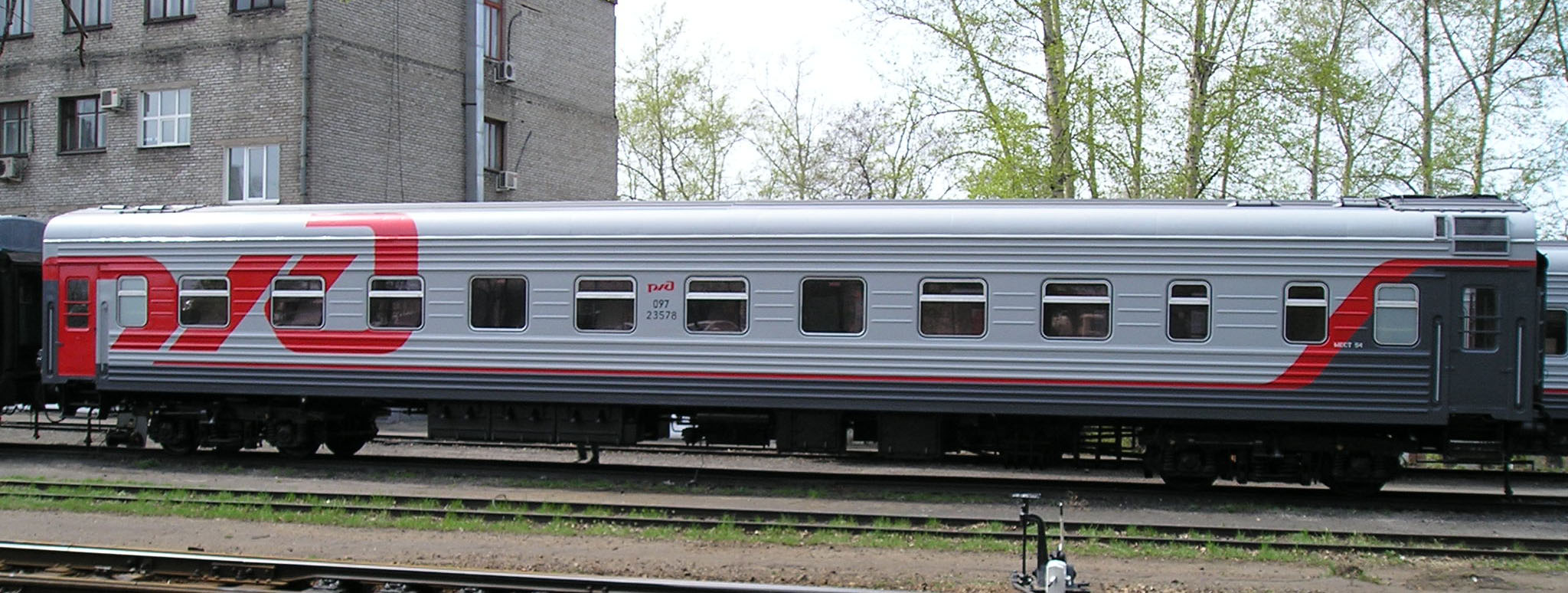
La carrozza passeggeri nella livrea attuale delle Ferrovie russe.
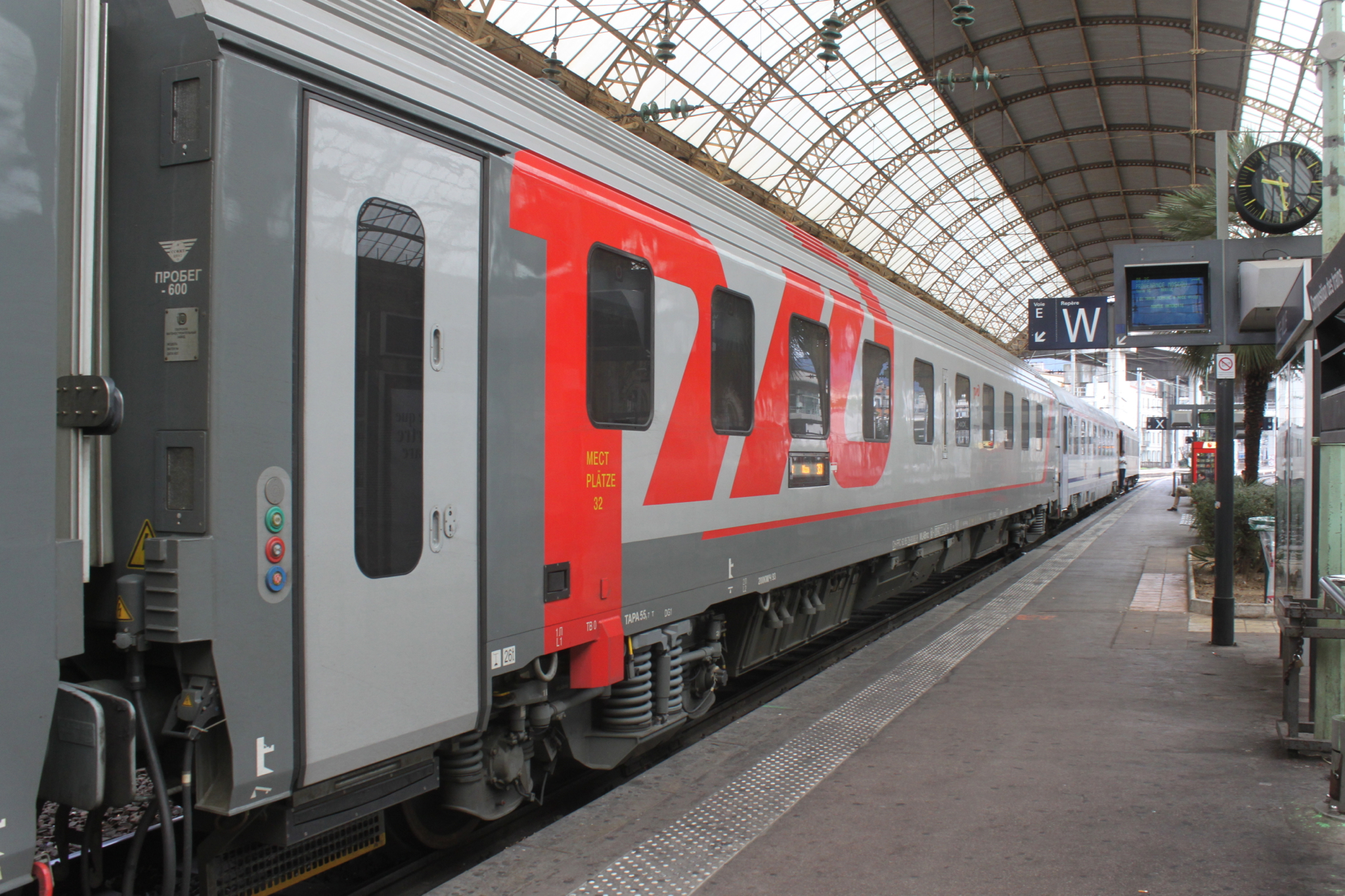
Vettura letti del Mosca-Nizza.
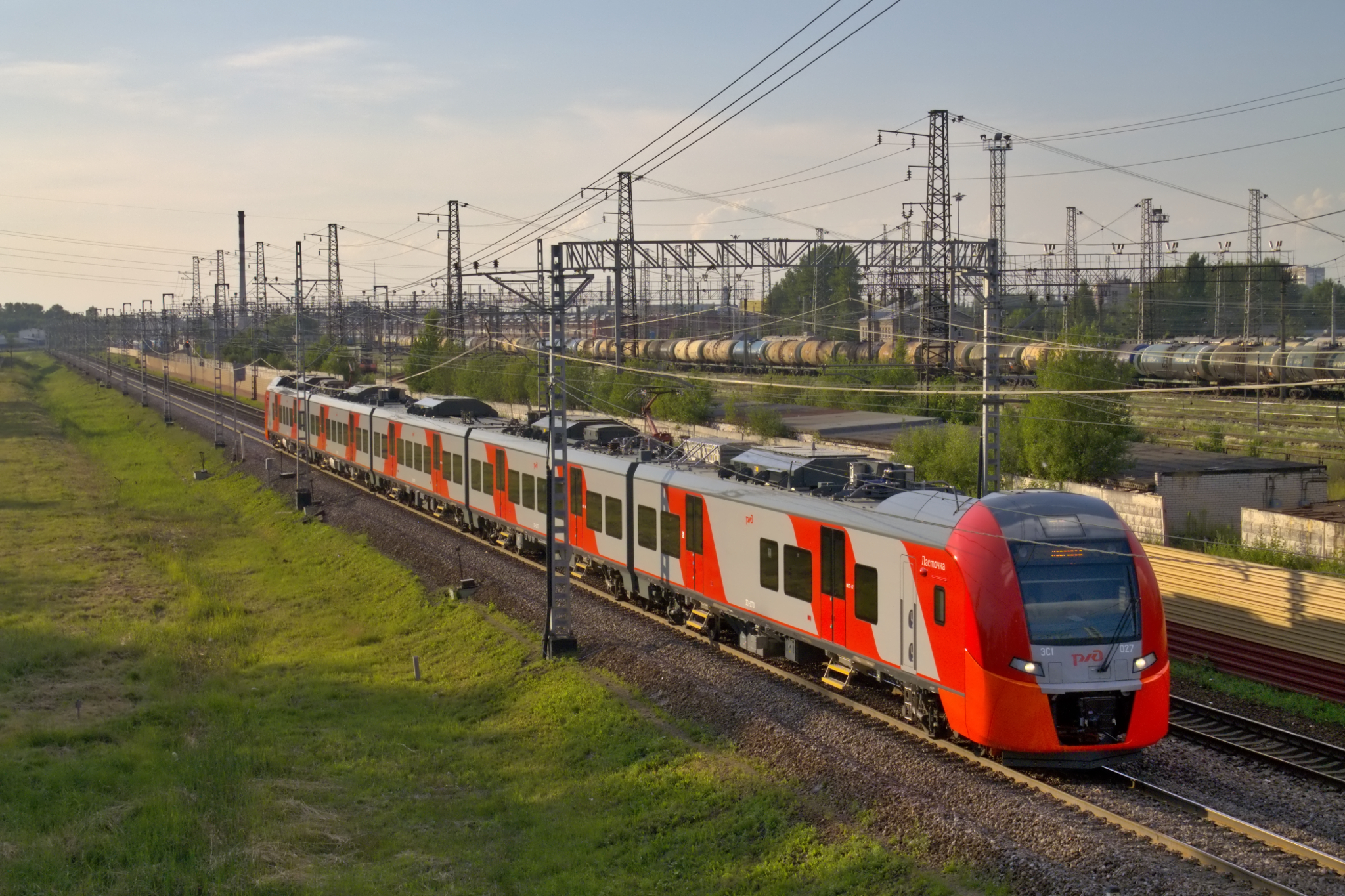
Un Treno Regionale delle Ferrovie russe.